# 2015 en Égypte
Chronologie de l'Égypte
- 2011
- 2012
- 2013
- 2014
- 2015
- 2016
- 2017
- 2018
- 2019

Cet article présente les faits marquants de l'année 2015 en Égypte.

## Évènements
- 15 février : 21 chrétiens coptes égyptiens, enlevés récemment en Libye et retenus en otage par des djihadistes de l'État islamique, sont tués par décapitation[1].
- 6 août : ouverture du second canal de Suez en Égypte.
- 12 septembre : en Égypte, le gouvernement Ibrahim Mahlab démissionne[2].
- 19 septembre : le gouvernement Chérif Ismaïl entre en fonction en Égypte.

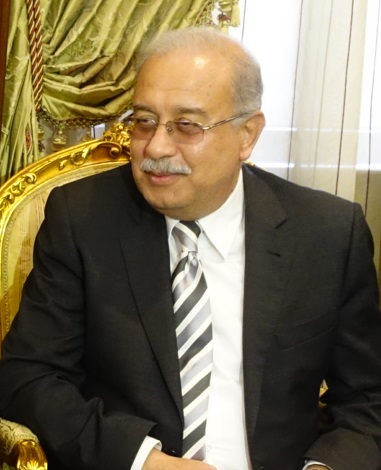
Chérif Ismaïl

- 17 octobre : début des élections législatives en Égypte.
- 31 octobre : le vol 9268 Metrojet s'écrase dans le Sinaï (Égypte), faisant 224 morts.
- 21 au 23 et 30 novembre : seconde phase des élections législatives en Égypte.
- 1er décembre et 2 décembre : fin de la seconde phase des élections législatives en Égypte.
- Le 4 décembre : un cocktail Molotov  a été lancé dans le restaurant El Sayad au Caire, en Égypte[3].  L'incendie qui en a résulté a tué 17 personnes et en a blessé 6[4],[5]. Le restaurant était aussi une boîte de nuit et était situé dans le quartier Agouza de la ville[3].

## Culture

### Cinéma
- Des étés chauds et secs
- Fils de Rizk

## Sport
- Jeux panarabes de 2015

### Cyclisme
- Tour d'Égypte 2015

### Escrime
- Championnats d'Afrique d'escrime 2015

### Football
- Championnat d'Égypte de football 2014-2015

### Handball
- Équipe d'Égypte masculine de handball au Championnat du monde 2015

### Lutte
- Championnats d'Afrique de lutte 2015

### Pentathlon moderne
- Championnats d'Afrique de pentathlon moderne 2015

### Sport automobile
- Rallye des Pharaons 2015

### Squash
- Alexandria International Squash Open 2015
- El Gouna International 2015

### Tennis de table
- Championnats d'Afrique de tennis de table 2015

### Tir sportif
- Championnats d'Afrique de tir 2015